# Serwitoriat
Serwitoriat lub serwitorat – w Polsce przedrozbiorowej nadawany indywidualnym aktem władcy przywilej wyłączający z jurysdykcji miejskiej  mieszczanina pracującego dla dworu monarszego. Mógł on zostać nadany np. kupcom, rzemieślnikom, artystom czy lekarzom. Beneficjent zwany serwitorem był wyłączany spod sądownictwa miejskiego i podlegał odtąd sądowi marszałka dworu, nie musiał płacić podatków miejskich i mógł uwolnić się spod władzy cechu. Serwitoriat został zniesiony w 1764 roku.

## Geneza
Źródeł serwitoriatu w odniesieniu do artystów można doszukiwać się w antycznym modelu mecenatu, który obejmował twórców długotrwałym, czasami dożywotnim wsparciem, pozwalającym na całkowite poświęcenie się sztuce. W nowożytności bywało, że władcy utrzymywali w ten sposób wybitnych artystów: malarzy, architektów i plastyków, którzy swoją obecnością na dworze mecenasa dowodzili jego hojności, wrażliwości na sztukę, i tym samym dodawali mu splendoru. Jednak we Włoszech doby renesansu były to rzadkie przypadki, a serwitorat dotyczył w większości dworskich muzyków i śpiewaków. Przedstawiciele innych sztuk byli na ogół  opłacani za poszczególne prace i dzieła.
Jan Haller otrzymał w 1506 roku przywilej Aleksandra Jagiellończyka, potwierdzony rok później przez Zygmunta Starego, który zwalniał go jako drukarza ze wszystkich podatków miejskich od prowadzonej przez niego działalności handlowej (także nie związanych z drukarstwem, jak czopowe) i obowiązywał tak długo, jak beneficjent zajmował się drukarstwem. Haller nie został jeszcze uczyniony w tym akcie serwitorem, ale otrzymał już charakterystyczne uprawnienie serwitorów.
Najwcześniejszy znany pełny przywilej serwitorski dla drukarza nadał Zygmunt II August w 1569 roku Łazarzowi Andrysowiczowi, poddając jego samego i jego majątek (w tym dom w Krakowie) jurysdykcji sądu marszałkowskiego. Późniejsze przywileje, jak na przykład ten nadany przez Stefana Batorego dla Mikołaja Szarffenbergera, zwalniały ich także z wszelkich podatków, ceł, myt i opłat, pozwalając prowadzić działalność wszędzie tam, gdzie przebywał dwór królewski.

## Funkcje serwitoriatu
Nadawanie serwitoriatu drukarzom było w Polsce od XVI do XVIII wieku elementem kontroli wytwarzania tzw. druków urzędowych, wydawanych na zlecenie władzy centralnej bądź ziemskiej. W tym celu przyznawano poszczególnym drukarzom przywileje dające prawo ich druku i sprzedaży, powiązane z odpowiedzialnością za ich poprawność i zgodność z tekstem wzorcowym. Nadanie takiemu drukarzowi serwitoratu z jednej strony dawało mu istotne korzyści, z drugiej poddawało go władzy sądu marszałkowskiego. Zauważalne jest, że w okresach tendencji centralizacyjnych w państwie częściej używano tego mechanizmu kontroli nad drukami urzędowymi.

## Wpływ na miasta
Aleksander Brückner w Encyklopedii staropolskiej oceniał, że serwitoriat był „jawnym nadużyciem” na szkodę miast, dając tym, którzy się o niego wystarali dostęp do wszystkich korzyści które dawało mieszkanie w mieście, bez przystępowania do prawa miejskiego i ponoszenia związanych z tym obciążeń. Mechanizm ten powodował pogarszanie się i tak już złej kondycji miast, które starały się przed nim w miarę możliwości bronić.
Na przykład protesty władz Krakowa spowodowały odebranie przez Zygmunta Augusta przywilejów serwitorskich Łazarzowi Andrysowiczowi i Mikołajowi Szarffenbergerowi w 1571 roku. Ten drugi zresztą ponownie został nimi obdarzony kilka lat później.

## Inne formy serwitoriatu
Istniał także, co najmniej w odniesieniu do drukarzy,  serwitoriat nadawany przez biskupów. W takiej sytuacji beneficjent zostawał poddany jurysdykcji biskupa, nabywając przy tym przywileje duchownego katolickiego, w zasadzie wolnego od zobowiązań podatkowych.
Znane są przypadki objęcia serwitoriatem osób prawnych. W tym wypadku nie były to nowe nadania, ale niejednokrotnie instytucje świeckie bądź kościelne przejmując własność drukarni będących wcześniej w posiadaniu mieszczan-serwitorów, otrzymywały je razem z ich przywilejami.

## Formuła nadania przywileju
Przykładowy dokument nadania praw serwitora znajduje się w wydanym w 1745 roku zbiorze wzorów dokumentów publicznych Swada kancellaryina albo miscellanea expedycyi seymowych przysiąg, y innych instrumentow publicznych, napisanej przez sekretarza królewskiego Jana Ostrowskiego Daneykowicza z dedykacją dla Jerzego hrabiego na Lachowiczach Sapiehy, wojewody mścisławskiego:

Oznaymuiemy &c. Jżeśmy za zaleceniem pewnych Panow Rad naszych Sławetnego N: pod protekcyą naszą Кrolewską wzieli, y między Serwitorow naszych przyieli, iakoż bierzemy, ktoremu to Sławetnemu N: iako protekcyą naszą będącemu Serwitorowi wolność daiemy, Хięgi tak Duchowne iаkо у Swieckie z rożnych Prowincyi Мiast tak w Кorone iako y W:Х:L: dla wygody Dworu naszego y Pospolitych ludzi, bez placenia Сła zwyczaynie od Хiąg nie idzie, zaciągać, one przedawać, y pożywienia poczciwego takim sposobem szukać, y tego postrzegać, aby Zydzi Xiąg Chrześciańskich y Каlendarzy nieprzedawali у ро Мiеście N: ciż Zydzi y obce Mieyskiego Prawa nie maiacy nie roznosili. Со do wiadomości Wielmożnych Marszałkow tak Koronnych iako W:X:L: tudzież Starościennych Urzędow у Magistratow wszelkich donosząc mieć chcemy, aby pomienionego, Sławetnego N: za Aktualnego Serwitora naszego mieli, y onego przy tey protekcyi y Serwitoracie naszym zachowali y zachować od drugich starali się dla łaski naszey. Na co dla lepszey wiary &с.